# Fosfato amónico
El fosfato amónico  es un compuesto inorgánico de fórmula {\displaystyle {\ce {(NH4)3PO4}}}. Es la sal amónica del ácido ortofosfórico. También se conoce una "sal doble" relacionada, {\displaystyle {\ce {(NH4)3PO4.(NH4)2HPO4}}}, pero su uso es poco práctico. Ambas sales de triamonio desprenden amoníaco. En contraste con la naturaleza inestable de las sales de triamonio, el fosfato diamónico {\displaystyle {\ce {(NH4)2HPO4}}} y la sal monoamónica {\displaystyle {\ce {(NH4)H2PO4}}} son materiales estables que se utilizan habitualmente como fertilizantes para proporcionar a las plantas nitrógeno y fósforo fijados.

## Preparación del fosfato triamónico
El fosfato triamónico puede prepararse en el laboratorio tratando ácido fosfórico al 85% con una solución de amoníaco al 30%
   {\displaystyle {\ce {H3PO4}}} + {\displaystyle {\ce {3 NH3}}} → {\displaystyle {\ce {(NH4)3PO4}}}
El {\displaystyle {\ce {(NH4)3PO4}}} es un sólido incoloro y cristalino. El sólido, que tiene olor a amoníaco, es fácilmente soluble en agua. La sal se convierte en hidrógeno fosfato diamónico {\displaystyle {\ce {(NH4)2HPO4}}}.